# The Reader
The Reader is een film uit 2008 onder regie van Stephen Daldry. Het verhaal is gebaseerd op dat uit het boek Der Vorleser (1995) van Bernhard Schlink. De film werd genomineerd voor vijf Oscars, waarvan Kate Winslet de Academy Award voor Beste Actrice daadwerkelijk won. The Reader won daarnaast meer dan twintig andere prijzen, waaronder een Golden Globe, een BAFTA Award en een European Film Award (allen voor Winslet) en een Premi David di Donatello voor beste Europese film.
De film ging in Nederland op 2 april 2009 in première, twaalf dagen voor de dvd in de Verenigde Staten uitkwam. Wat de reden voor deze late première was, is onbekend. In België kwam de film op 25 februari in de bioscopen. De film opende in de eerste editie van het International Film Festival Breda. Het festival was van 25 t/m 29 maart 2009.

## Verhaal

### 1958
In de (fictieve) West-Duitse plaats Neustadt van 1958 wordt de vijftienjarige Michael Berg op weg naar school misselijk, waarop hij uitstapt van de tram en in een portiek moet overgeven. De vijfendertigjarige tramconductrice Hanna Schmitz die in het gebouw woont bekommert zich om hem en brengt hem tot vlak bij zijn huis. Michael blijkt roodvonk te hebben en moet drie maanden uitzieken. Hij gaat terug naar Hanna met een bos bloemen om haar te bedanken. Ze staat haar ondergoed te strijken en reageert ongeïnteresseerd op de bloemen, maar stelt voor met hem mee terug te lopen omdat ze naar haar werk moet. Ze moet zich daarvoor eerst nog omkleden. Michael wacht op de gang, maar gluurt stiekem terwijl ze andere kleren aantrekt. Hanna betrapt hem hierop, waardoor Michael zich geneert en weggaat.
Michael keert later niettemin terug en helpt Hanna met kolen scheppen en die naar boven te brengen. Hij wordt daarbij vuil, waarop zij hem aanspoort om zich uit te kleden en een bad bij haar te nemen. Een erectie verraadt wat zij al vermoedde, namelijk dat Michael lustgevoelens voor haar heeft. Deze zijn wederzijds, en ze beginnen een geheime liefdesaffaire. Voor Michael zijn dit zijn eerste seksuele ervaringen, maar zij leert hem al doende wat regels van het liefdesspel. Na verloop van tijd vraagt Hanna hem voor te lezen uit de boeken die hij meebrengt in zijn schooltas, telkens een stuk voordat ze met elkaar naar bed gaan. Berg leest haar zo voor uit Emilia Galotti, Lady Chatterley's Lover, De Odyssee van Homerus en De dame met het hondje van Anton Tsjechov. Hanna wisselt liefdevolle buien af met bazige en soms hatelijke, maar de relatie houdt stand. Michael is dol op haar. Hij krijgt haar mee op een gezamenlijke tweedaagse fietsvakantie, die hij betaalt door zijn postzegelverzameling te verkopen. Tijdens het uitstippelen van de reis en het bestellen in een restaurant is Hanna juist helemaal niet bazig, maar laat ze alles aan Michael over. In het restaurant wordt ze aangezien voor zijn moeder, maar met een zoen op haar mond laat hij zien hoe het werkelijk zit en dat hij zich daar totaal niet voor geneert. Na enkele maanden wordt Hanna overgeplaatst naar een administratieve functie op haar werk. Ze vertelt dit niet aan Michael wanneer hij haar weer bezoekt, maar is wel gestresseerd. Vervolgens verhuist ze zonder afscheid te nemen. Michael hoort niets meer van haar en heeft groot verdriet.

### 1966
Acht jaar later, in 1966, woont Michael als rechtenstudent met zijn tutorgroep en hun docent een rechtszaak bij om hiervan te leren. Het blijkt te gaan om een proces (zoals het tweede Auschwitzproces) tegen zes vrouwen die namens de nazi's bewaakster waren in een concentratiekamp. Tot Michaels verbijstering blijkt Hanna een van hen. Hij vertelt hier niets over aan zijn professor en medestudenten, maar het valt hen wel op dat hij erg aangegrepen wordt door de zaak en steeds naar Hanna kijkt.
Hanna begrijpt niet wat ze fout gedaan heeft. Het selecteren van personen die afgevoerd werden om vernietigd te worden, was voor haar een vaststaand gegeven in die tijd. Er moest ruimte worden gemaakt voor nieuwe mensen in het kamp. In haar ogen probeerde zij zo goed en kwaad als het kon haar keuze te maken. Hanna vertelt dat er iedere maand zestig mensen moesten worden afgevoerd, waarvan iedere bewaakster er tien uit moest kiezen. Later, op een dodenmars na ontruiming van het kamp, toen op een keer de Joden in een kerk moesten overnachten, brandde de kerk af na een bombardement. Niemand van de bewaaksters maakte de deur open. Hanna zegt dat dit was om chaos en ontvluchten te voorkomen. Ze geeft toe dat ze vrijwillig kampbewaakster werd omdat die kans zich simpelweg aandiende op dat moment in haar leven. Ze handelde niet uit vrees voor represailles of onder dwang. Ook komt naar voren dat ze zich door jonge vrouwen voor liet lezen, die ze vervolgens selecteerde om gedood te worden.
De rechtbank wil vaststellen wie het handgeschreven verslag van een kennelijke leidster schreef om vast te stellen wie van de kampbewaaksters de boel leidde. Daarom wil de rechter Hanna's handschrift vergelijken met dat van het verslag. Hanna kan alleen niet lezen of schrijven. Daarom liet ze zich altijd voorlezen. Hiervoor schaamt ze zich alleen zo dat ze in plaats van een poging tot schrijven te doen, bekent dat zij het document schreef. Michael realiseert zich dan waarom ze altijd voorgelezen wilde worden en dat ze dus een onware bekentenis aflegt. Hierdoor wordt ze als hoofdschuldige aangemerkt en zwaarder gestraft dan de andere vrouwen, die ook gretig de schuld bij Hanna leggen. Het vijftal krijgt vier jaar gevangenisstraf, terwijl Hanna tot levenslang wordt veroordeeld. Michael meldt zich aan voor een bezoek aan Hanna in de gevangenis, om haar ertoe aan te sporen zichzelf te ontlasten door bekend te maken dat ze analfabeet is. Hij meldt zich bij de gevangenis om haar te bezoeken en Hanna zit al klaar in de bezoekruimte, maar dan ziet hij er toch van af en vertrekt weer. Tijdens haar gevangenisstraf laat hij eerst een aantal jaren niets van zich horen, maar begint haar dan bandjes te sturen met daarop de ingesproken teksten van boeken die hij haar vroeger voorlas. Ze leert aan de hand hiervan lezen en schrijven en schrijft Michael briefjes, maar hij schrijft niets terug. Hij blijft alleen bandjes sturen.
In 1988, kort voor Hanna vrij moet komen, vindt Michael op aandringen van de reclassering woonruimte en een baan voor haar en bezoekt hij haar. Ze spreken af dat hij voor werk en een woning zorgt wanneer ze vrijkomt en nemen afscheid. Daarna pleegt Hanna niettemin zelfmoord door zich op te hangen in haar cel. In een brief vraagt ze Michael de 7000 mark die ze nalaat naar de enige nu nog overlevende van de brand in de kerk te brengen, Ilana Mather. Hij reist naar haar toe en vertelt haar ook over zijn geheime relatie met Hanna in zijn jeugd. Michael had dit nooit eerder aan iemand verteld. Ilana reageert koel. De relatie interesseert haar niet en Hanna's daden in de Tweede Wereldoorlog waren onvergeeflijk. Ze wil het geld niet, want het bedrag aannemen zou voor haar voelen als een zoenoffer accepteren en daarmee vergiffenis schenken. In overleg besluiten ze dat Michael het geld daarom aan een Joodse instelling voor analfabeten zal geven.

### 1995
In 1995 vertelt Michael zijn verhaal aan zijn dochter Julia op het kerkhof waar zijn jeugdliefde begraven ligt. De hele geschiedenis is aan hem voorbijgetrokken nadat hij een trein langs zag rijden. Een jongeman in zijn tienerjaren achter een van de ramen, riep de herinneringen bij hem op, herinneringen aan de tijd dat hij die leeftijd had. Michael is heel zijn verdere leven behoorlijk introvert en gesloten geweest, waardoor ook zijn huwelijk met Julia's moeder stukliep. Julia dacht dat zijn geslotenheid ten opzichte van haar aan haar lag. Hij verzekert haar dat dit niet zo is en hoopt dat zijn nu in alle openheid vertelde verhaal daarover een beetje duidelijkheid heeft verschaft.

## Rolbezetting
| Acteur               | Personage                              |
| -------------------- | -------------------------------------- |
| Kate Winslet         | Hanna Schmitz                          |
| David Kross          | Michael Berg als tiener en als student |
| Ralph Fiennes        | Michael Berg als volwassene            |
| Alexandra Maria Lara | Ilana Mather                           |
| Lena Olin            | Oudere Ilana Mather / Rose Mather      |
| Bruno Ganz           | professor Rohl                         |
| Hannah Herzsprung    | Julia Berg                             |
| Karoline Herfurth    | Marthe                                 |

## Productie
In april 1998 kocht de filmstudio Miramax Films de rechten voor het boek The Reader, dat drie jaar eerder werd uitgebracht en onmiddellijk een bestseller werd. Studio-eigenaar Harvey Weinstein legde uit dat het een van de "meest meeslepende verhalen" was dat hij ooit had gelezen. Ook vertelde hij dat het boek goed erotiek met morele zaken wist te combineren. De vrouwelijke hoofdrol werd in 2007 aangeboden aan Kate Winslet. Zij bleek onbeschikbaar te zijn, omdat ze het te druk had met de opnamen van Revolutionary Road (2008). In augustus 2007 werd Stephen Daldry aangesteld als de regisseur, met Nicole Kidman en Ralph Fiennes in de hoofdrollen.
De voorbereidingen begonnen in september 2007 in Duitsland. Dit verliep niet zonder conflicten. Zo werd de makers toestemming geweigerd enkele scènes op te nemen in Sachsenhausen. Ook moesten de opnamen voor een enkele periode opgehouden worden, omdat Kidman nog druk bezig was met de opnamen van Australia (2008). De opnames van The Reader zouden in januari 2008 van start gaan, maar Kidman trok zich toen terug omdat ze zwanger was geraakt van Keith Urban. Winslet werd onmiddellijk aangesteld als haar vervangster. Na veel oponthoud gingen de opnamen in maart 2008 van start. Tijdens de opnames overleden de producenten Anthony Minghella en Sydney Pollack. De laatste scène werd op 14 juli 2008 opgenomen in Keulen.
Toen de film zich in de post-productie bevond, werd hij gezien als een sterke kandidaat bij de Oscaruitreiking in 2009. De eerste promotionele foto's werden in oktober 2008 uitgebracht. Nog in diezelfde maand kwam de film opnieuw in het nieuws toen de nog enige levende producent Scott Rudin erop stond dat zijn naam werd verwijderd van de aftiteling van de film. Hij maakte deze keuze, omdat hij meningsverschillen kreeg met eigenaren van de filmstudio toen de uitbrengdatum naar het einde van het jaar werd verschoven.